# أوكي (أوكلاهوما)
أوكي (بالإنجليزية: Okay, Oklahoma)‏ هي بلدة أمريكية تقع في الولايات المتحدة في مقاطعة واغونر، أوكلاهوما. يقدر عدد سكانها بـ 620 نسمة ومساحتها 2.1 كم2 وترتفع عن سطح البحر 166 متر.

## التركيبة السكانية
حدّد مكتب تعداد الولايات المتحدة بيانات التركيبة السكانية لأوكي في تعداد الولايات المتحدة. في ما يلي، التركيبة السكانية حسب تعدادي 2000 و2010.

### تعداد عام 2000
بلغ عدد سكان أوكي 597 نسمة بحسب تعداد عام 2000، وبلغ عدد الأسر 227 أسرة وعدد العائلات 166 عائلة مقيمة في البلدة. في حين سجلت الكثافة السكانية 279 نسمة لكل كيلومتر مربع (722.6/ميل2). وبلغ عدد الوحدات السكنية 278 وحدة بمتوسط كثافة قدره 129.9 لكل كيلومتر مربع (336.4/ميل2).
وتوزع التركيب العرقي للبلدة بنسبة 64.15% من البيض و4.36% من الأمريكيين الأفارقة و21.27% من الأمريكيين الأصليين و0.17% من الأمريكيين ذوي الأصول الآسيوية و0.50% من سكان جزر المحيط الهادئ و1.84% من الأعراق الأخرى و7.71% من عرقين مختلطين أو أكثر و3.69% من الهسبانيون أو اللاتينيون من أي عرق.
بلغ عدد الأسر 227 أسرة كانت نسبة 44.1% منها لديها أطفال تحت سن الثامنة عشر تعيش معهم، وبلغت نسبة الأزواج القاطنين مع بعضهم البعض 48.9% من أصل المجموع الكلي للأسر، ونسبة 18.1% من الأسر كان لديها معيلات من الإناث دون وجود شريك،  بينما كانت نسبة 6.2% من الأسر لديها معيلون من الذكور دون وجود شريكة وكانت نسبة 26.9% من غير العائلات. تألفت نسبة 23.8% من أصل جميع الأسر من عدة أفراد يعيشون في نفس المنزل ونسبة 10.6% كانت تتألف من شخص يعيش بمفرده يبلغ من العمر 65 عاماً أو أكثر. وبلغ متوسط حجم الأسرة المعيشية 2.63، أما متوسط حجم العائلات فبلغ 3.11.
بلغ العمر الوسطي للسكان 35.8 عاماً. وكانت نسبة 30.7% من القاطنين تحت سن الثامنة عشر، وكانت نسبة 8% بين الثامنة عشر والرابعة والعشرين عاماً، ونسبة 25.6% كانت واقعةً في الفئة العمرية ما بين الخامسة والعشرين والرابعة والأربعين عاماً، ونسبة 23.8% كانت ما بين الخامسة والأربعين والرابعة والستين، ونسبة 11.9% كانت ضمن فئة الخامسة والستين عاماً فما فوق. يوجد لكل 100 أنثى 97.0 ذكر، ويوجد لكل 100 أنثى في الثامنة عشر من عمرها فما فوق 92.6 ذكر.
بلغ متوسط دخل الأسرة في البلدة 20,385 دولارًا، أما متوسط دخل العائلة فبلغ 23,472 دولارًا. وكان متوسط دخل الذكور 21,000 دولارًا مقابل 14,444 دولارًا للإناث. وسجل دخل الفرد الخاص بالبلدة 9,758 دولارًا. وكانت نسبة 26.2% من العائلات ونسبة 27.8% من السكان تحت خط الفقر، وكان من هؤلاء نسبة 31.9% تحت سن الثامنة عشر ونسبة 34.2% في الخامسة والستين من العمر وما فوق.

### تعداد عام 2010
بلغ عدد سكان أوكي 620 نسمة بحسب تعداد عام 2010، وبلغ عدد الأسر 246 أسرة وعدد العائلات 165 عائلة مقيمة في البلدة. في حين سجلت الكثافة السكانية 289.7 نسمة لكل كيلومتر مربع (750.3/ميل2). وبلغ عدد الوحدات السكنية 278 وحدة بمتوسط كثافة قدره 129.9 لكل كيلومتر مربع (336.4/ميل2).
وتوزع التركيب العرقي للبلدة بنسبة 61.61% من البيض و3.71% من الأمريكيين الأفارقة و27.74% من الأمريكيين الأصليين و0.16% من الأمريكيين ذوي الأصول الآسيوية و0.32% من سكان جزر المحيط الهادئ و0.97% من الأعراق الأخرى و5.48% من عرقين مختلطين أو أكثر و2.74% من الهسبانيون أو اللاتينيون من أي عرق.
بلغ عدد الأسر 246 أسرة كانت نسبة 37.4% منها لديها أطفال تحت سن الثامنة عشر تعيش معهم، وبلغت نسبة الأزواج القاطنين مع بعضهم البعض 45.9% من أصل المجموع الكلي للأسر، ونسبة 14.6% من الأسر كان لديها معيلات من الإناث دون وجود شريك،  بينما كانت نسبة 6.5% من الأسر لديها معيلون من الذكور دون وجود شريكة وكانت نسبة 32.9% من غير العائلات. تألفت نسبة 25.6% من أصل جميع الأسر من عدة أفراد يعيشون في نفس المنزل ونسبة 9.3% كانت تتألف من شخص يعيش بمفرده يبلغ من العمر 65 عاماً أو أكثر. وبلغ متوسط حجم الأسرة المعيشية 2.52، أما متوسط حجم العائلات فبلغ 3.05.
بلغ العمر الوسطي للسكان 35.7 عاماً. وكانت نسبة 27.7% من القاطنين تحت سن الثامنة عشر، وكانت نسبة 8.5% بين الثامنة عشر والرابعة والعشرين عاماً، ونسبة 26.1% كانت واقعةً في الفئة العمرية ما بين الخامسة والعشرين والرابعة والأربعين عاماً، ونسبة 27.4% كانت ما بين الخامسة والأربعين والرابعة والستين، ونسبة 10.2% كانت ضمن فئة الخامسة والستين عاماً فما فوق. وتوزع التركيب الجنسي للسكان بنسبة 48.9% ذكور و51.1% إناث.